# Fox-Amphoux
Fox-Amphoux è un comune francese di 447 abitanti situato nel dipartimento del Var della regione della Provenza-Alpi-Costa Azzurra. È il paese natale del politico francese di fine '700 Paul Barras.

## Società

### Evoluzione demografica
Abitanti censiti